# Giro del Friuli 2009
Il Giro del Friuli 2009, trentunesima edizione della corsa e valida come evento del circuito UCI Europe Tour 2009 categoria 1.1, fu disputata il 4 marzo 2009, per un percorso totale di 184,2 km. Fu vinta dall'italiano Mirco Lorenzetto, al traguardo con il tempo di 4h38'00" alla media di 39,755 km/h.
Partenza da Pordenone con 145 ciclisti di cui 68 portarono a termine il percorso.

## Ordine d'arrivo (Top 10)
| Pos. | Corridore           | Squadra       | Tempo    |
| ---- | ------------------- | ------------- | -------- |
| 1    | Mirco Lorenzetto    | Lampre-N.G.C. | 4h38'00" |
| 2    | Grega Bole          | Amica Chips   | s.t.     |
| 3    | Manuel Belletti     | Diquigiovanni | s.t.     |
| 4    | Alessandro Petacchi | LPR Brakes    | s.t.     |
| 5    | Mauro Finetto       | CSF Group     | s.t.     |
| 6    | Giovanni Visconti   | ISD-Neri      | s.t.     |
| 7    | Murilo Fischer      | Liquigas      | s.t.     |
| 8    | Pasquale Muto       | Miche         | s.t.     |
| 9    | Massimo Giunti      | Miche         | s.t.     |
| 10   | Patrick Calcagni    | Barloworld    | s.t.     |